# Lostant
Lostant és una vila dels Estats Units a l'estat d'Illinois. Segons el cens del 2000 tenia 486 habitants.

## Demografia
Segons el cens del 2000, Lostant tenia 486 habitants, 198 habitatges, i 135 famílies. La densitat de població era de 481,1 habitants/km².
Dels 198 habitatges en un 28,3% hi vivien nens de menys de 18 anys, en un 58,6% hi vivien parelles casades, en un 6,6% dones solteres, i en un 31,8% no eren unitats familiars. En el 28,8% dels habitatges hi vivien persones soles el 15,2% de les quals corresponia a persones de 65 anys o més que vivien soles. El nombre mitjà de persones vivint en cada habitatge era de 2,45 i el nombre mitjà de persones que vivien en cada família era de 3,04.
Per edats la població es repartia de la següent manera: un 24,9% tenia menys de 18 anys, un 7,4% entre 18 i 24, un 27,4% entre 25 i 44, un 24,1% de 45 a 60 i un 16,3% 65 anys o més.
L'edat mediana era de 39 anys. Per cada 100 dones de 18 o més anys hi havia 97,3 homes.
La renda mediana per habitatge era de 41.964 $ i la renda mediana per família de 52.031 $. Els homes tenien una renda mediana de 38.594 $ mentre que les dones 27.500 $. La renda per capita de la població era de 18.782 $. Aproximadament el 3,2% de les famílies i el 4,3% de la població estaven per davall del llindar de pobresa.

## Poblacions properes
El següent diagrama mostra les poblacions més properes.